# Gabriel da Silva Dias
Gabriel da Silva Dias (ur. 17 listopada 1980 w Pelotas) – brazylijski futsalista, zawodnik z pola, gracz FC Barcelony i reprezentacji Brazylii.

## Sukcesy

### Klubowe
- UEFA Futsal Cup (3): 2009, 2012, 2014
- Klubowe Mistrzostwo Świata (6): 2001, 2004, 2005, 2006, 2007, 2008
- Mistrzostwo Brazylii (2): 2001, 2004
- Mistrz Hiszpanii (4): 2005, 2008, 2012, 2013
- Puchar Hiszpanii (2): 2007, 2009
- Puchar Brazylii: 2001
- Superpuchar Hiszpanii (4): 2006, 2009, 2009, 2013

### Reprezentacyjne
- Mistrzostwo Świata (2): 2008, 2012